# Мигес, Оскар
О́скар Ома́р Ми́гес (исп. Óscar Omar Míguez; 5 декабря 1927, Монтевидео — 19 августа 2006, Монтевидео) — уругвайский футболист, нападающий сборной Уругвая, чемпион мира 1950 года.

## Карьера

### Клубная
Воспитанник футбольной школы клуба «Суд Америка», в котором и начал профессиональную карьеру в 1947 году. В 1948 году перешёл в «Пеньяроль», за который болел с детства, из-за чего годом ранее отказался перейти в «Насьональ». За «Пеньяроль» играл до 1960 года, проведя 137 матчей, забив в ворота соперников 107 мячей, дважды став лучшим бомбардиром чемпионата Уругвая в 1948 и 1949 году и четырежды выиграв вместе с клубом чемпионат Уругвая в 1949, 1951, 1953 и 1954 году.
В 1961 году перешёл в перуанский клуб «Спортинг Кристал». Завершал карьеру в «Рампле» и «Колоне» из Монтевидео.

### В сборной
В составе национальной сборной Уругвая выступал ровно 8 лет, с 30 апреля 1950 по 30 апреля 1958 года, сыграв за это время 39 матчей, забив 27 мячей, став вместе с командой чемпионом мира в 1950 году, завоевав 4-е место на чемпионате мира в 1954 году и выиграв Кубок Америки в 1956 году.

## Достижения

### Командные
Чемпион мира:
- 1950

Чемпион Южной Америки:
- 1956

Чемпион Уругвая: (4)
- 1949, 1951, 1953, 1954

### Личные
- Лучший бомбардир чемпионата Уругвая (2): 1948, 1949
- Лучший бомбардир Кубка Монтевидео: 1954 (8 голов)
- Рекордсмен сборной Уругвая по количеству голов на чемпионатах мира: 8 голов